# Classe Sokuten (mouilleur de mines auxiliaire)
Ne doit pas être confondu avec Classe Sokuten.
La classe Sokuten - première du nom - est une classe de mouilleurs de mines auxiliaires de la Marine impériale japonaise construite entre 1910 et 1920.

## Contexte
La Marine impériale du Japon désire des mouilleurs de mines pour la défense de ses bases navales.

## Conception
En 1911, le département technique de la marine impériale japonaise (Kampon) met en chantier un premier navire expérimental, le Natsushima avec un armement de 2 canons Armstrong.

En 1913, un deuxième navire est réalisé, le Sokuten, amélioration du premier, mais avec un seul canon de 76 mm d'un autre type.
La production de la classe de mouilleurs de mines est réalisée selon le 2e modèle.

## Service
Le Natsushima est mis à la retraite en 1927 et le Sokuten est retiré du service en 1936. Une autre classe de mouilleurs reprend son nom.

Les unités restantes prennent le nom de classe Toshima et participent à la Seconde Guerre mondiale. Neuf navires ont survécu à la guerre.

## Les unités

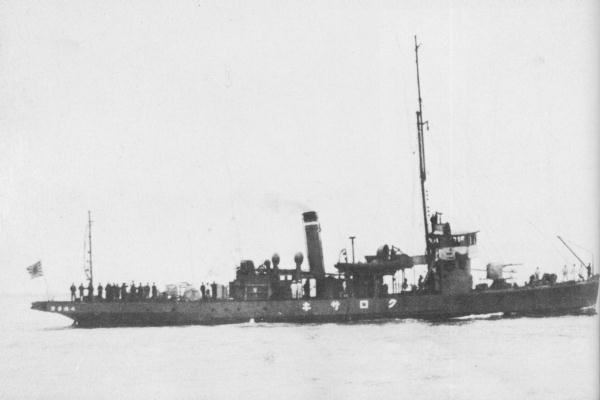
le Kurosaki

- Natsushima (Dock Company de Yokohama - mars 1911). Vendu en août 1927 pour démolition.
- Sokuten (Arsenal naval de Maizuru - mars 1913). Désarmé le 25 août 1936.
- Toshima (Arsenal de Maizuru - octobre 1914). Coulé le 30 juillet 1945.
- Kuroshima (Arsenal de Maizuru - octobre 1914). Remis à Taiwan le 3 octobre 1947. Désarmé en 1960.
- Ashizaki (Arsenal de Maizuru - octobre 1915). Désarmé le 5 octobre 1945. Abandonné.
- Katoku (Arsenal de Maizuru - octobre 1915). Désarmé le 5 octobre 1945. Transfert à la Garde côtière du Japon. Retiré en 1970.
- Entō (Arsenal de Maizuru - mars 1917). Endommagé  le 15 janvier 1945. Abandonné.
- Kurokami (Arsenal naval de Kure - février 1917). Désarmé  le 5 octobre 1945. Abandonné.
- Katashima (Arsenal de Maizuru - février 1917). Désarmé le 5 octobre 1945. Transfert à Union soviétique en 1947.
- Enoshima (Arsenal de Maizuru - mars 1919). Désarmé le 30 avril 1946.
- Ninoshima (Arsenal naval de Kure - mai 1920). Désarmé  le 30 novembre 1945.
- Kurosaki (Hitachi Zosen à Osaka - 24 décembre 1921). Echoué le 18 novembre 1945. Abandonné.
- Washizaki (Dock Company de Yokohama - septembre 1921. Désarmé  le 30 novembre 1945. Abandonné.

## Crédits
- (en) Cet article est partiellement ou en totalité issu de l’article de Wikipédia en anglais intitulé « Sokuten-class auxiliary minelayer (1913) » (voir la liste des auteurs).